# Charlotte Bircow Næss Schmidt
Charlotte Bircow Næss Schmidt (født 30. juni 1961) er en dansk fitnessinstruktør og kendt som Danmarks fitnessdronning.[kilde mangler] og har spillet en instrumental rolle[kilde mangler] i introduktionen af aerobic og fitness i Danmark i 1980'erne. Hun har en prominent plads i Danmarks moderne kulturelle og erhvervshistorie, både som en pioner inden for fitness og som en af Danmarks førende kvindelige iværksættere.

## Karriere og Iværksætteri
I 1984, mens hun var i gang med sit økonomistudie og samtidig optrådte i musicals og Tivolirevyen, stiftede Charlotte sit første firma, Dancing Models, som bl.a. Mads Mikkelsen har været en del af. Hun fik etableret sig i fitnessverdenen. Hendes virke har siden dengang spredt sig til mange brancher. Hun har produceret en række TV-programmer om fitness, solgt over 1,5 millioner fitnessvideoer[kilde mangler] og skabt en trend for hjemmetræning foran tv'et.[kilde mangler] Derudover har hun udgivet syv bøger inden for fitness og velvære, drevet to prominente fitnesscentre, Sportsclub og Sweatshop, samt grundlagt den økologiske fødevarelinje "CB Power – mad med viden bag", som blev solgt i Irma. I dag driver hun "Active by Charlotte", en online fitnessplatform og har skabt og markedsført hudplejeserien "Active by Charlotte Skincare".

## Uddannelse
På uddannelsesfronten er Charlotte uddannet HA/HD fra Handelshøjskolen i København og har tillige uddannelser som NLP coach og NLC Lifecoach fra USA.[kilde mangler] Derudover har hun også været Executive Board Member på CBS.[kilde mangler] Charlotte er som følge af sit arbejde på flere områder en anerkendt foredragsholder med speciale i fitness, sundhed og iværksætteri.[kilde mangler]

## Privatliv
Hun var gift med Anders Bircow indtil 1990.[kilde mangler]
Hun har tre børn, og bor i dag i Monaco med fodboldagenten Per Steffensen.[kilde mangler]
Hun blev diagnosticeret med brystkræft i 2011, men blev helbredt.[kilde mangler]
Hun har gennemført Ironman-konkurrencer i Lanzarote og København.[kilde mangler]

## Hæder
Hun har brugt sin position som platform og er ambassadør for både Kræftens Bekæmpelse og Hjerteforeningen. Hendes betydning og bidrag til dansk kultur og fitnessindustri er blevet anerkendt på Nationalmuseet, hvor hun er fremhævet i den permanente præsentation af Danmarkshistorien.[kilde mangler]

## Politik
I 2015 valgte Charlotte at stille op til folketingskandidat for Liberal Alliance i Københavns Omegns Storkreds.